# Meleagris ocellata
Il tacchino ocellato (Meleagris ocellata Cuvier, 1820) è un uccello galliforme della famiglia dei Fasianidi.

## Descrizione

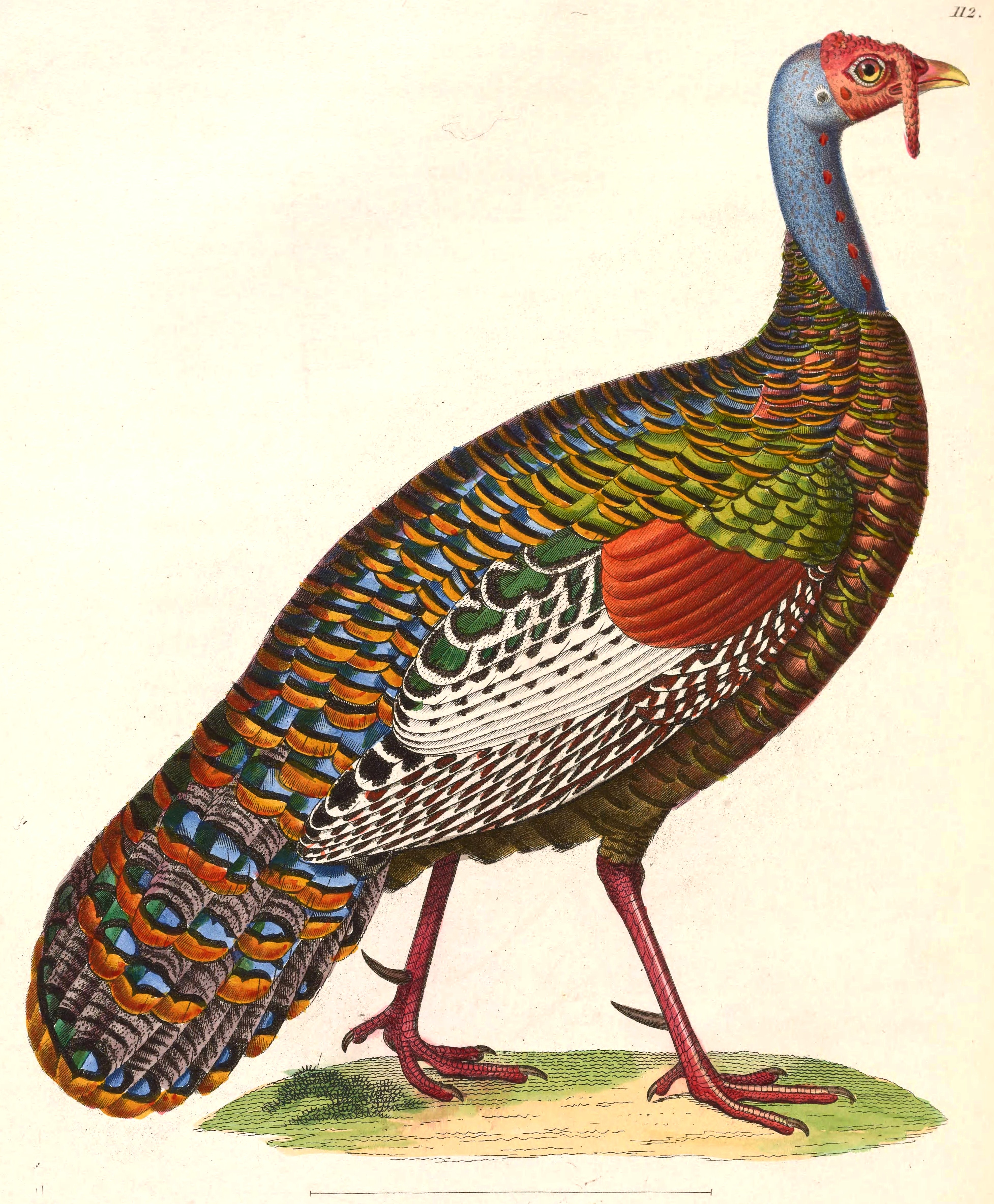
Disegno di Nicolas Huet il Giovane.

### Dimensioni
Misura 66-102 cm di lunghezza per un peso di 5000-5400 g nei maschi e di 2700-3600 g nelle femmine.

### Aspetto
Esistono solamente due specie di tacchino, il tacchino selvatico dell'America del Nord (Meleagris gallopavo), suddiviso in sei sottospecie, e il tacchino ocellato (Meleagris ocellata), specie monotipica, originaria della penisola dello Yucatán. Originariamente le due specie venivano classificate in due generi distinti (Meleagris e Agriocharis, rispettivamente), ma esse non sono così differenti da giustificare una separazione così netta. Il tacchino ocellato si distingue soprattutto per i suoi colori variegati. Le rettrici sono punteggiate di ocelli blu-verdi e sfumature di un viola iridescente. Le piume del corpo sono dorate, con riflessi metallici color bronzo. La parte superiore delle copritrici secondarie è marcata da una larga fascia color rame. La parte inferiore dei fianchi è bianca. La pelle della testa e del collo è blu, e ricoperta da verruche rosse. Durante il periodo della riproduzione, la pelle blu del vertice si dilata e il colore dei noduli diviene più pronunciato. Le zampe, più corte e più sottili di quelle del tacchino selvatico, sono completamente rosse e munite di un possente sperone. Non vi è un evidente dimorfismo sessuale, anche se i colori della femmina sono leggermente più opachi. Tuttavia, diversamente dai tacchini dell'America del Nord, le piume del petto non sono differenti e non possono essere utilizzate per determinare il sesso. Inoltre, in nessuno dei due sessi è presente la cosiddetta «barba», un ciuffo di peli ispidi (in realtà piume modificate) che crescono sul petto dei maschi di tacchino selvatico.

## Biologia
I tacchini ocellati trascorrono la maggior parte del tempo sul terreno e, in caso di pericolo, preferiscono correre piuttosto che volare, benché siano perfettamente in grado di volare velocemente e con forti battiti d'ala come la maggior parte degli altri uccelli quando si sentono minacciati. Tuttavia, quando arriva il crepuscolo, si appollaiano in gruppi familiari relativamente in alto sugli alberi per sfuggire a predatori notturni quali i giaguari.

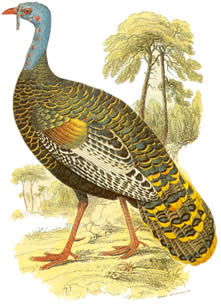
Un maschio in un disegno del XIX secolo.

### Alimentazione
I tacchini ocellati sono onnivori e consumano una grande varietà di piante e sostanze organiche di vario genere in ogni luogo e ogni volta che ne hanno l'occasione. I giovani in particolare mangiano una grande quantità di insetti per ricavare le proteine necessarie per la crescita. Tuttavia, con l'avanzare dell'età, le sostanze di origine vegetale divengono la principale fonte di alimentazione e rappresentano circa il 90% della dieta degli esemplari adulti. Questa dieta vegetariana comprende un'intera varietà di piante erbacee, rampicanti, germogli, semi e numerosi frutti.

### Riproduzione
Ha luogo durante i mesi primaverili ed estivi, tra maggio ed agosto. I gloglottii del maschio attirano la femmina verso la zona della parata. I gruppi di maschi cercano di sedurre una compagna spalancando la coda, arruffando il piumaggio e pavoneggiandosi. I maschi sono generalmente poligami e si accoppiano con più femmine. Gli esemplari che occupano una posizione dominante effettuano un numero maggiore di accoppiamenti. La femmina del tacchino ocellato depone tra 8 e 15 uova in un nido ben nascosto sul suolo. Il periodo di incubazione dura generalmente 28 giorni. I giovani sono precoci e in grado di lasciare il nido già a partire dal secondo giorno. Successivamente seguono la madre fino a che non raggiungono la prima età adulta e si ricongiungono al gruppo per trascorrere la notte sui posatoi comuni.

## Distribuzione e habitat
L'area di distribuzione del tacchino ocellato è limitato a poche migliaia di chilometri quadrati nella penisola dello Yucatán, nei cinque stati del Messico chiamati Quintana Roo, Campeche, Tabasco, Chiapas e Yucatán. Tuttavia vive anche nel Belize (l'antico Honduras Britannico) e in una vasta area del Guatemala.